# Phenacostethus posthon
Phenacostethus posthon is een straalvinnige vissensoort uit de familie van de dwergaarvissen (Phallostethidae). De wetenschappelijke naam van de soort is voor het eerst geldig gepubliceerd in 1971 door Roberts.